# 고대영
고대영(高大榮, 1955년 9월 28일 ~ )은 대한민국의 언론인이다. 제22대 KBS 사장을 역임하였다.

## 생애
한국외국어대학교 영어학과 학사 학위하고, 1985년 KBS 공채 기자로 입사했으며, 1986년 2월 13일 민추협 사무실에서 취재하는 도중, 전경에 의해 집단 폭행을 당했고, 오랫동안 기자로 활동했다. 2014년에 KBS비즈니스 사장을 거쳐 2015년 11월 24일부터 제22대 KBS 사장에 선임됐다. 2016년 10월 11일 국회 과학기술정보방송통신위원회 국정감사장에서 기관증인으로 출석해 국회의원의 질의를 받은 보도본부장에게 "답변하지 마"라고 지시했다. 2018년 1월 22일 KBS 이사회가 고대영 사장의 해임제청안을 의결했고, 다음날 문재인 대통령이 이를 재가했다.

## 학력
- 경동고등학교
- 한국외국어대학교 영어학과

## 경력
- 1985년 KBS 보도국 기자
- 1995년 KBS 모스크바 특파원
- 2001년 KBS 시청자센터 부주간
- 2008년 9월 KBS 보도본부 보도총괄팀장
- 2008년 12월 KBS 보도본부 보도국장
- 2010년 2월 KBS 해설위원실장
- 2011년 1월 ~ 2012년 1월 KBS 보도본부 본부장
- 2011년 ~ 2013년 한국신문방송편집인협회 부회장
- 2011년 ~ 2013년 12대 관훈클럽 감사
- 2014년 9월 KBS 비즈니스 사장
- 2015년 11월 24일 ~ 2018년 1월 23일 KBS 사장
- 한국방송협회 부회장
- 2015년 12월 28일 ~ 2018년 1월 23일 한국지상파디지털방송추진협회 회장
- 2016년 8월 1일 ~ 2018년 1월 23일 제21대 한국방송협회 회장
- 2016년 10월 25일 ~ 2018년 1월 23일 제15대 아시아태평양방송연맹 회장
- 2019년 9월 : 자유미디어국민행동 고문
- 사단법인 한국언론인협회 부회장
- 한국언론인연합회 운영자문위원
- 공정언론국민연대 상임고문
- 2025년 4월 ~ 2025년 5월 : 국민의힘 김문수 제21대 대통령 선거 경선후보 문수 대통 김문수 승리캠프 언론정책고문

## 수상
- 2011년 제7회 한국참언론인대상 방송경영부문 대상
- 2016년 아시안 TV 어워즈 공로상 KBS 수상